# Asplenium longum
Asplenium longum är en svartbräkenväxtart som beskrevs av Cornelis Rugier Willem Karel van Alderwerelt van Rosenburgh. Asplenium longum ingår i släktet Asplenium och familjen Aspleniaceae. Inga underarter finns listade.